# عرض المسوخ

يشير عرض المسوخ (بالإنكليزية: Freak Show) إلى معرض للنوادر البيولوجية، والتي يُشار إليها في الثقافة العامة بـ«مسوخ الطبيعة»، فيتضمن بشراً ذوي أجساد غير طبيعية، كالضخمة منها أو الصغيرة أكثر مما ينبغي، أو التي تمتلك صفات جنسية ثانوية ذكرية وأنثوية معاً، وأشخاصاً مصابين بأمراض وحالات غريبة، بالإضافة إلى استعراضات من المتوقّع أن تكون صادمة للمشاهدين، كما شوهد أفراد تفيض أجسادهم بالوشوم أو الثقوب في عرض المسوخ، علاوةً على مؤدّي الممارسات الجسدية الجاذبة للانتباه، كأكل النيران وابتلاع السيوف.

## تاريخ
أصبحت عروض المسوخ في أواسط القرن السادس عشر وسائل تسلية شائعة في إنكلترا، إذ بدأ التعامل مع التشوهات على أنها مصدر لللاهتمام والترفيه، وتزاحمت الجموع لتراها معروضة، ومن الأمثلة الحديثة المبكرة على تلك العروض، ذاك الذي أُقيم في بلاط تشارلز الأول ليعرض لازاروس وجوانيس بابتيستا كولوريدو، وهما أخوان ملتصقا الجسدين وُلدا في جنوة في إيطاليا، فبدا لازوروس طبيعيا عدا عن تدلي جسد أخيه ناقص النمو من صدره، وفي خارج أوقات العرض، كان لازاروس يغطي جسد أخيه ليتلافى الاهتمام غير الضروري.
إلى جانب المعارض، شاعت عروض المسوخ في الحانات والساحات، بالترافق مع عروض لمواهبهم، فعلى سبيل المثال في القرن الثامن عشر، متّع ماثياس باكينغار، المولود دون أطراف علوية أو سفلية، الحشود بعروض سحرية وموسيقية مذهلة في كل من إنكلترا، وإيرلندا لاحقاً.
نضجت عروض المسوخ في القرن التاسع عشر في كل من إنكلترا والولايات المتحدة الأمريكية كمشاريع ناجحة تُدار تجارياً، وخلال أواخر القرن التاسع عشر وبدايات القرن العشرين بلغت عروض المسوخ أوج شهرتها، فشهدت تلك الفترة عروضاً منظمة وربحية لأشخاص يمتلكون نوادر جسدية، أو ذهنية أو سلوكية، ورغم أن بعضها لم يكن حقيقياً وإنما ادعاءً، كان يُعتبر الاستغلال بداعي الربح جزءاً مقبولاً من الثقافة الأمريكية.
وقد أدّت جاذبية عروض المسوخ لانتشار تلك المُشاهدة منها في المنتزهات، والسيركات، ومتاحف الدايم والفودفيل، وعرض المروّجون وأًصحاب الاستعراضات جميع أنواع المسوخ، وغالباً ما قُدّم الأشخاص الذين بدت بشرتهم غير بيضاء أو امتلكوا إعاقة ما على أنهم من أعراق وثقافات مجهولة، أو بشر غير مُكتشفين من قبل، وذلك لجذب المشاهدين، فعلى سبيل المثال، وُصف أولئك المصابون بصغر رأس، وهي حالة تتعلق بتخلف عقلي وتتميز برأس صغير جداً ومدبب، وبنية صغيرة بشكل عام، بكونهم «حلقات مفقودة» أو عينات رجعية لعرق منقرض.
من ناحية أُخرى وُصف الأقزام المصابون بلاتصنّع الغضروف، الذين لا يتناسب الرأس والأضلاع لديهم عادة مع الجذع، على أنهم من الوضع الغريب، وكذلك صُنّف الذين غابت عنهم الأذرع، أو الأرجل أو الأطراف عموماً ضمن الوضع الغريب، وأُطلقت عليهم أسماء حيوانية بشرية، مثل الرجل الأفعى، والرجل الفقمة.
كما صادق أطباء على عروض المسوخ تلك، واستخدموا مصطلحات طبية يعجز الكثير عن فهمها، ولكنها أضافت انطباعاً بالموثوقية على الإجراءات، وقد روّجت ثقافة عروض المسوخ لطريقة معينة من التفكير حول النوع الاجتماعي، والعرق، والشذوذ الجنسي، والعرقية والإعاقة.
وشكّلت تلك العروض مساحة سمحت للعامّة بتفحّص أجسام تختلف عن خاصتم، من داكني البشرة، وضحايا الحروب والأمراض، للأجسام الملتبسة جنسياً، فشعر الناس بأن دفع النقود لمشاهدة أولئك «المسوخ» قد سنح لهم تفضيل أنفسهم عليهم.
أما خلال العقد الأول من القرن العشرين فكانت شعبية عرض المسوخ قد بدأت بالتضاؤل، وبحلول أربعينيات القرن العشرين أخذت بخسارة جمهورها، فأدار عدد كبير من الأشخاص ظهورهم لعروض كهذه، وعلى عكس دعم العلم في القرن التاسع عشر لنمو عروض المسوخ وإجازتها، ساهم تناول الشذوذات البشرية بمنحى طبي في إنهاء غموض تلك العروض وجاذبيتها.

## الجدول الزمني التاريخي
يمتلك عرض الغرائب البشرية تاريخاً طويلاً:
ثلاثينيات القرن السابع عشر
جولة لازاروس كولوريدو وأخوه جوانيس بابتيستا الملتصق بقصّه في أوروبا.
1704-1718
جمع بطرس الأعظم العظيم الغرائب البشرية في ما يعرف اليوم بسان بطرس بورغ في روسيا.
1738
معرض لمخلوق أُخذ من غينيا، وعُرض على أنه أنثى بطول 4 أقدام تقريباً، جميع أجزائها أنثوية ما عدا الرأس الذي يشبه القرد.
1739
أقامت آنا إيفانوفا ابنة أخ بطرس الأعظم موكباً من سيرك مسوخ جعلت فيه الأمير ميخائيل أليكسيفيتش غاليتزين يرافق عروسته أفدوتيا إيفانوفا بوزينينوفا لقصر ساخر مصنوع من الجليد.
1810-1815
عُرضت سارة بارتمان (المعروفة أيضاً بفينوس الهوتنوت) في إنكلترا وفرنسا.
1829-1870
بدأ «التوأمان السياميان الأصليان» تشانغ وإينغ بانكر الاستعراض عام 1829، وقد كانا ملتصقين جسدياً، وتوقفا عن الاستعراض عام 1870 نظراً لتعرض تشانغ لسكتة.
1842-1883
في عام 1842 قُدّم تشارلز شيروود ستراتون على منصة عرض للمسوخ بلقب «الجنرال عقلة الإصبع»، إذ كان مُصاباً بقزامة نتيجة قصور في النخامية، وتوقف عن الاستعراض عام 1883 نتيجة سكتة أدّت إلى وفاته.
1894-1867
بدأ ماكسيمو وبارتولا بالاستعراض في عروض للمسوخ عام 1849، على أنهما «آخر شعب الأزتيك المكسيكي القديم»، وكان كلاهما مصاباً بصغر رأس، وتوقفا عن الاستعراض عام 1867 بعد تزوجهما من بعضهما.
1860-1905
قُدّم هيرام وبارني ديفيس على أنهما «الرجلان البريّان من بورنيو»، وقد كان كلا الأخوين مُعاقين ذهنياً، وتوقفا عن الاستعراض عام 1905 بعد وفاة هيرام ديفيس.
1884
عرض توم نورمان جوزيف ميريك تحت مسمى «الرجل الفيل» في الطرف الشرقي من لندن.
1912-1935
بدأت الأختان التوأمان الملتصقتان ديزي وفايوليت هيلتون بالاستعراض بعمر الرابعة في عام 1912، وتزايدت شهرتهما خلال عشرينيات وحتى ثلاثينينات القرن العشرين، فأدتا رقصات وعزفتا على آلات موسيقية، وتوقفتا عن الاستعراض عام 1935 جراء مشاكل مالية.
1932
يروي فيلم تود براونينغ، مسوخ، في العصر السابق لقانون إنتاج الأفلام قصة عرض مسوخ متجوّل، وقد حرّض استخدامه مسوخاً حقيقيين اهتياج العامّة، فعُتّم على الفيلم حتى إعادة إطلاقه عام 1962 في مهرجان كان السينمائي،[48] وكانت ديزي وفايوليت هيلتون المذكورتان نجمتيه. 
1960
عرض بوبي رينولدز الأخوين ألبيرت وألبيرتا كاراس،[50] واللذين كان كل منهما نصف رجل ونصف امرأة، في جولات عروض جانبية.
1991
استعرض سيرك جيم روز في مهرجان لولابلوزا، مستهلّاً موجة جديدة من المؤدّين وعودة الاهتمام بهذا النمط من العروض.
1992
أُطلقت النيران على غرادي ستايلز (الرجل السلطعون) في منزله الواقع في غيبسونتون في فلوريدا.
1996
قدم منسق الموسيقى الصادم (وهو مذيع راديو أو منسق موسيقى يسلّي المستمعين أو يجذب انتباههم بواسطة فكاهة و/أو مبالغة ميلودرامية يجدها البعض مهينة) مانكو مولر من شيكاغو عرض مانكو للمسوخ في المركز المتحد في أواسط عام 1996 لجمهور بلغ عدده 30,000 شخص، وتضمن العرض كاثي ستايلز وشقيقها غرادي الثالث، المعروفين بالتوأمين السلطعون.
2000-2010
بدأ عرض الأخوين غريم الجانبي لكين هارك في موكب السيرك الكبير في ميلووكي الواقعة في ويسكونسن، وتضمن سيدة بدينة وميليندا ماكسي ذات اللحية، بالإضافة إلى أشخاص حوّلوا أنفسهم لمسوخ، مثل ذا إنيغما(الأحجية) وكاتزن، وفي السنوات التالية تضمن العرض نصف الصبيّ جيسي ستيتشر، وخيسوس تشوي أسيفيتش الفتى المكسيكي المستذئب، وذا ستوكينغ كات (القطة المطاردة)، وتجوّل الأخوان غريم مع مهرجان أوز فيست الموسيقي في الأعوام 2006، و2007 و2010.
2005
أُنشئ «عرض مسوخ العيون الـ999»، ورُوّج له على أنه آخر عرض مسوخ حقيقي متجول في الولايات المتحدة الأمريكية، وقد عرض المسوخ بطريقة إيجابية للغاية، مؤكداً على أن الغريب جميل، ومن بين المسوخ المعروضين بلاك سكوربيون (العقرب الأسود).
2007
جمع وين شونفيلد عدة مؤدّين لعروض جانبية في ما سُمّي مؤتمر سيرك لوس أنجيلوس للمسوخ وغريبي الأطوار، وذلك لتصويرهم من أجل سيرك الشمس (بالفرنسية: Cirque Du Soleil)، ومن بين الحاضرين كان بيل كوين؛ نصف الرجل، وبيرسيلا؛ السيدة البدينة، ومايك مورغا الجبّار؛ القزم الجبّار، ودييغيتو إل نيغريتو؛ الرجل البرّي، وكريستوفر لاندري، وآكلي نيران، ومبتلعي سيوف، وغيرهم المزيد.